# Рансі (вино)
Ра́нсі (кат. vi ranci) — традиційне каталонське кріплене вино.
Для виробництва цього напою використовуються такі сорти винограду, як-от: макабеу та біла ґарнача (біле кріплене вино) або чорна ґарнача (червоне кріплене вино). У кумарці Алаканті для виробництва цього вина використовується також виноград сорту мунастрель (кат. monestrell). Цукристість вина перевищує 12º, кількість спирту є щонайменше 12 % (якщо не додається додатковий спирт), якщо вино змішується зі спиртом, його кількість може становити від 15 % до 22 % .
Зараз вирощується у таких районах каталанських країн, як-от: Каталонія, Валенсія, а також Північна Каталонія.
Кріпленому вину рансі присвоєно такі найменування, що підтверджують його оригінальність (кат. Denominació d'Origen Catalunya, відповідає фр. Appellation d'Origine Contrôlée або AOC): DO Alella, DO Conca de Barberà, DO Montsant, DO Pla de Bages, DOQ Priorat, DO Tarragona, DO Terra Alta та DO València, а у Північній Каталонії — AOC Banyuls, AOC Maurí та AOC Ribestaltes.
Синоніми назви — vi bo, vi de pair та vi generós sec.